# 馬龍尼禮天主教貝魯特總教區
馬龍尼禮天主教貝魯特總教區（拉丁語：Archieparchia Berytensis Maronitarum）是黎巴嫩一個東儀天主教總教區（馬龍尼禮），直屬安提約基雅宗主教區。
教座成立於1577年。2009年有156名司鐸、127個堂區、237,536名教友。現任教區總主教為保祿‧若瑟‧馬塔爾。